# IAI Kfir
Israel Aircraft Industries Kfir ("Levji mladič - Levček") je izraelski enomotorni reaktivni lovski bombnik. Zasnovan na podlagi trupa od francoskega lovca Dassault Mirage 5, uporablja pa izraelsko avioniko in izraelsko licenčno grajene motorje General Electric J79. Kfir lahko leti v vseh vremenskih pogojih. 
Izrael je v 1960ih kupil francoske Dassault Mirage III, ki so bili učinkoviti v zračnih bojih, niso pa bili učinkoviti za napade na kopenske cilje. Kasneje so Francozi razvili Mirage 5, vendar jih zaradi embarga niso dobavili Izraelu. Zato je Izrael razvil nelicenčno verzijo IAI Nesher in pozneje še Kfirja. 

## Specifikacije (Kfir C.2)
Podatki iz Jane's All The World's Aircraft 1982–83.
Splošne karakteristike
- Posadka: 1
- Dolžina: 15,65 m (51 ft 4¼ in)
- Razpon kril: 8,22 m (26 ft 11½ in)
- Višina: 4,55 m (14 ft 11¼ in)
- Površina kril: 34,8 m² (374,6 sq ft)
- Teža praznega letala: 7285 kg (16060 lb)
- Naložena teža: 11603 kg (25580 lb)
- Maks. vzletna teža: 16200 kg (35715 lb)
- Pogon letala: 1 × IAl Bedek-built General Electric J-79-J1E turboreaktivni motor
  - Potisk motorjev (suh): 52,9 kN (11890 lb)
  - Potisk motorjev z dodatnim zgorevanjem: 79,62 kN (17900 lb)

 Zmogljivost 
- Maks. hitrost: 2440 km/h (2 Mach, 1317 vozlov, 1516 mph) nad 11000 m (36000 ft)
- Bojni radij: 768 km (415 nmi, 477 milj) v načinu nizko-nizko-nizko, 7x 500 funtne bombe in 2x raketi zrak-zrak
- Višina leta: 17680 m (58000 ft)
- Hitrost vzpenjanja: 233 m/s (45950 ft/min)

Oborožitev

- Strelno orožje: 2×  30 mm (1.18 in) DEFA topova, 140 nabojev vsak
- Rakete: 19× rakete SNEB 68 mm
- Izstrelki: 2× AIM-9 Sidewinder ali Shafrir ali Python-series AAMs; 2× Shrike ARMs; 2× AGM-65 Maverick
- Bombe: 5775 kg (12730 lb) tovora in 250 litrski rezervoar